# Helius (Helius) hova
Helius (Helius) hova is een tweevleugelige uit de familie steltmuggen (Limoniidae). De soort komt voor in het Afrotropisch gebied.